# عدن (محافظة)

تعديل مصدري - تعديل

محافظة عدن هي محافظة يمنية تقع جنوب البلاد وتطل على خليج عدن وبحر العرب. يحدها من الشمال محافظة لحج ومن الشرق محافظة أبين عاصمتها مدينة عدن.
ورد ذكرها في سفر حزقيال في العهد القديم كأحد المدن ذات العلاقة التجارية مع صور اللبنانية كون عدن كانت أحد المحطات المهمة لتجارة التوابل الذي كان منتعشا لمدة ألفية كاملة  سيطر عليها البريطانيون لاعتبارهم موقعها الإستراتيجي الذي يصلهم بالهند أثناء حروبهم مع نابليون في مصر.

## التسمية
عدن هي موطن ومقام للسفن وكلمة عدن تعني أقام بالمكان فكلمة «عادن» تعني مقيم ويقال «عدن البلد» أي توطن البلد
ومن أقوال الجغرافيين عن المدينة:
- قال ياقوت الحموي [7] | عدن (محافظة) | هي مدينة مشهورة على ساحل بحر الهند من ناحية اليمن رديئة لا ماء بها ولا مرعى وشربهم من عين بينها وبين عدن مسيرة نحو اليوم وهو مع ذلك رديء إلا أن هذا الموضع هو مرفأ مراكب الهند والتجار يجتمعون إليه لأجل ذلك فإنها بلدة تجارة، وتضاف إلى أبين وهو مخلاف عدن من جملته | عدن (محافظة) |
  - قال القلشقندي:[8]| عدن (محافظة) | وباليمن عدة مدن سوى القواعد المتقدمة الذكر منها عدن وهي من تهائم اليمن | عدن (محافظة) |

## الجغرافيا
تقع محافظة عدن على ساحل خليج عدن، بين دائرتي عرض (47- 12) شمال خط الاستواء. وتبعد عن العاصمة صنعاء بمسافة تصل إلى حوالي (363) كيلو متراً. تبلغ مساحة المحافظة حوالي (750) كيلومتر مربع تتوزع على ثمان مديريات وذلك بحسب التقسيم الإداري لعام 2004م.

### التضاريس
مدينة عدن مدينة ساحلية حيث تطل على مسطح مائي كبير هو خليج عدن الذي بدوره ينفتح على المحيط الهندي، كما أن شكل مدينة عدن بشكل شبه جزيرتين ساعد هذا العامل لتنفرد مدينة عدن بهذه الخصوصية مما أثر ذلك بشكل واضح في حدوث ظاهرة نسيم البر والبحر، هذه الظاهرة تحدث بفعل التبادل الهوائي لليابسة والماء أثناء الليل والنهار كما أثر موقعها من السطح المائي في المدى الحراري اليومي والسنوي ولا يعني ذلك بأنه لا توجد فروق كبيرة في درجات الحرارة بالنسبة للصيف والشتاء.

### السطح
ينحدر سطح مدينة عدن باتجاه الجنوب، وتظهر هذه المرتفعات في الجزء الجنوبي من مدينة عدن متمثلة في مرتفعات جبل شمسان التي تزيد أعلى قممها عن 500 م ومرتفعات جبل احسان وجبل المزلقم في عدن الصغرى وهي أقل ارتفاعا من جبل شمسان، ولا تختلف مرتفعات عدن عن بقية مرتفعات اليمن من حيث التكوين، فهي ذات أصل بركاني، وبالرغم من احتلال المرتفعات الجبلية مساحات كبيرة من المدينة إلا أن تأثيرها ضعيف ومحدود في مناخ مدينة عدن.

## المناخ
مناخ المحافظة حار نسبياً خلال أيام السنة، إذ يصل متوسط درجة الحرارة في عدن خلال أيام السنة بحدود (27) درجة، وتبلغ نسبة الرطوبة بين (62% - 73 %).
| البيانات المناخية لـمحافظة عدن                        | البيانات المناخية لـمحافظة عدن | البيانات المناخية لـمحافظة عدن | البيانات المناخية لـمحافظة عدن | البيانات المناخية لـمحافظة عدن | البيانات المناخية لـمحافظة عدن | البيانات المناخية لـمحافظة عدن | البيانات المناخية لـمحافظة عدن | البيانات المناخية لـمحافظة عدن | البيانات المناخية لـمحافظة عدن | البيانات المناخية لـمحافظة عدن | البيانات المناخية لـمحافظة عدن | البيانات المناخية لـمحافظة عدن | البيانات المناخية لـمحافظة عدن |
| الشهر                                                 | يناير                          | فبراير                         | مارس                           | أبريل                          | مايو                           | يونيو                          | يوليو                          | أغسطس                          | سبتمبر                         | أكتوبر                         | نوفمبر                         | ديسمبر                         | المعدل السنوي                  |
| ----------------------------------------------------- | ------------------------------ | ------------------------------ | ------------------------------ | ------------------------------ | ------------------------------ | ------------------------------ | ------------------------------ | ------------------------------ | ------------------------------ | ------------------------------ | ------------------------------ | ------------------------------ | ------------------------------ |
| متوسط درجة الحرارة الكبرى °م (°ف)                     | 29.0 (84.2)                    | 29.0 (84.2)                    | 31.0 (87.8)                    | 33.0 (91.4)                    | 38.0 (100.4)                   | 38.0 (100.4)                   | 40.0 (104.0)                   | 36.0 (96.8)                    | 37.0 (98.6)                    | 35.0 (95.0)                    | 32.0 (89.6)                    | 30.0 (86.0)                    | 34.0 (93.2)                    |
| متوسط درجة الحرارة الصغرى °م (°ف)                     | 22.0 (71.6)                    | 20.0 (68.0)                    | 19.0 (66.2)                    | 23.0 (73.4)                    | 26.0 (78.8)                    | 28.0 (82.4)                    | 25.0 (77.0)                    | 25.0 (77.0)                    | 27.0 (80.6)                    | 23.0 (73.4)                    | 22.0 (71.6)                    | 21.0 (69.8)                    | 23.4 (74.2)                    |
| المصدر: أرشيف الأحوال الجوية في مطار عدن (محافظة عدن) |                                |                                |                                |                                |                                |                                |                                |                                |                                |                                |                                |                                |                                |

### الأمطار
هطول الأمطار في المحافظة بصورة عامة قليل وغالباً ما تكون الأمطار شتوية ربيعية وتندر في الصيف.

### الإشعاع الشمسي
بالرجوع لموقع عدن الفلكي فإن عدن تقع ضمن المنطقة المدارية؛ وبذلك تحصل على أكبر كمية من الإشعاع الشمسي على مدار العام تقريباً، وساعد على ذلك سطحها المكون من صخور بركانية وسطح مكشوف محاط بمسطحة مائية كبيرة في أن يكون له دور فاعل في كميات الإشعاع الشمسي المستلمة والمفقودة، أن التوازن الإشعاعي لمدينة عدن ايجابي بحكم عامل الانخفاض فان أعلى قيم للتوازن تتحقق في هذه المناطق بسبب الارتفاع الملحوظ في نسبة بخار الماء في الجو وكذلك بسبب سمك الغلاف الجوي. ونظرا لموقع عدن الفلكي وما يترتب عنه من وجود فائض للطاقة وبحكم جفاف المنطقة الساحلية هذا الفائض للطاقة جعل المدينة غنية بمصادر الطاقة الحرارية الشمسية، وهذا يلقي الضوء حول إمكانية استغلالها مستقبلا في مدينة عدن.مدينة عدن تحتوي على براكين خامدة ومن علامات يوم القيامة خروج نار من أرض عدن تحشرهم إلى الشام،

## التقسيم الإداري لعدن

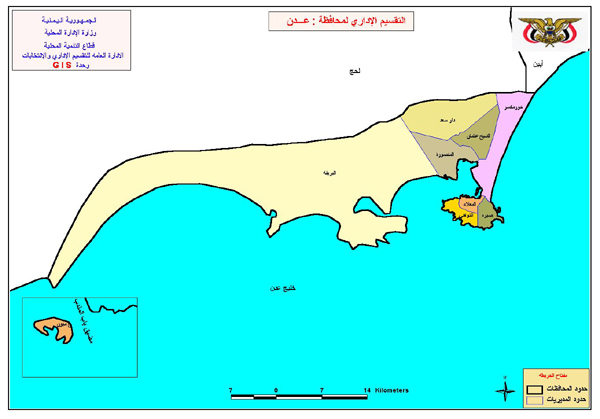
التقسيم الإداري لمحافظة عدن

### المديريات
1. مديرية صيرة
2. مديرية خور مكسر
3. مديرية المعلا
4. مديرية التواهي
5. مديرية الشيخ عثمان
6. مديرية المنصورة
7. مديرية دار سعد
8. مديرية البريقة

### الأحياء
| المحافظة | عدد الجزر | عدد الحارات | عدد الأحياء |
| -------- | --------- | ----------- | ----------- |
| عدن      | 23        | 238         | 41          |

| المديرية                 | الأحياء |
| ------------------------ | --- |
| أحياء مديرية خور مكسر    | حي المدينة البيضاء · حي الرشيد · حي السعادة · حي جمال · حي السلام · حي أكتوبر (خور مكسر)                                   |
| أحياء مديرية صيرة        | حي الصمود · حي السلفي · حي مايو (صيرة) · حي التلال الملتهبة · حي 2 مارس · حي الكبسي                                        |
| أحياء مديرية المعلا      | حي صالح عبد الواسع · حي مدرم · حي ناصر · حي ردفان · حي الطبقة العاملة                                                      |
| أحياء مديرية التواهي     | حي أكتوبر (التواهي) · حي الروضة · حي النجمة الحمراء · حي 22 يونيو (التواهي) · حي 22 مايو (التواهي) · حي سالم عمر           |
| أحياء مديرية البريقة     | حي التحالف · حي الشهداء · حي فقم · الحي الفارسي · حي الزحف الأحمر · حي الفارسي · حي ناجي · حي القاضي · حي أكتوبر (البريقة) |
| أحياء مديرية المنصورة    | حي تلال شمسان · حي الثورة · حي 22 يونيو (المنصورة) · حي ريمي                                                               |
| أحياء مديرية الشيخ عثمان | حي الوحدة · حي أول مايو (الشيخ عثمان) · حي عبود                                                                            |
| أحياء مديرية دار سعد     | حي 7 أكتوبر · حي أول مايو                                                                                                  |

### الجزر
| المديرية            | الجزر |
| ------------------- | --- |
| جزر مديرية المعلا   | جزيرة اللخم (كولفتين) - جزيرة كيس الجمال - جزيرة مرزوق كبير - جزيرة عليه (العالية) - جزيرة النهدين - جزيرة المحجر الصحي - جزيرة الفحم                                                                   |
| جزر مديرية البريقة  | جزيرة الجزر - جزيرة البيضاء (المنخفضة) - جزيرة حبان (الصخور) - جزيرة صليل كبير - جزيرة صليل صغير - جزيرة الجزيرة - جزيرة أبو شملة - جزيرة جبل عزيز - جزيرة جحب- جزيرة زهيرا - جزيرة طويلة - جزيرة بحارة |
| جزر مديرية التواهي  | جزيرة فلنيت (الكرنتيا) |
| جزر مديرية خور مكسر | جزيرة العمال (العبيد) |

## السكان
يبلغ عدد سكان محافظة عدن وفقاً لنتائج التعداد السكاني لعام 2004 589419 نسمة، وينمو السكان سنوياً بمعدل 3.77%؛ ويشكل سكانها ما نسبته 3% من إجمالي سكان الجمهورية.
ويتوزع السكان والمساكن والأسر على مستوى المديريات على النحو التالي:
| الإجمالي | عدد الإناث | عدد الذكور | عدد الأسر | عدد المساكن | الكثافة (نسمة /كم2) | المساحة (كم 2) | المديرية                       |
| 79712    | 37311      | 42398      | 12487     | 12529       | 2154.37             | 37             | دار سعد                        |
| 105248   | 47060      | 58180      | 15277     | 16244       | 2505.9              | 42             | الشيخ عثمان                    |
| 114931   | 53269      | 61578      | 16760     | 19948       | 1306                | 88             | المنصورة                       |
| 62405    | 30212      | 32137      | 9630      | 10462       | 128.4               | 485.90         | البريقة                        |
| 52984    | 25671      | 27303      | 8569      | 8753        | 5298.4              | 10             | التواهي                        |
| 49891    | 23521      | 26290      | 8147      | 8541        | 12472.75            | 4              | المعلا                         |
| 76723    | 36739      | 39940      | 12893     | 13346       | 5901.7              | 13             | صيرة                           |
| 47044    | 21716      | 25264      | 6796      | 7585        | 771.2               | 61             | خور مكسر                       |
| 481      | 242        | 239        | 108       |             |                     |                | أخـرى (خاص بعدد السكان والأسر) |
| 589,419  | 275,864    | 313,555    | 90,667    | 97,408      | 795.4               | 741            | الإجمالي                       |

## السياحة
تتعدد في المحافظة المعالم السياحية الكثيرة والمتنوعة والشواطئ السياحية منها الساحل الذهبي وساحل أبين وشاطئ الغدير كما تتعدد المعالم الأثرية والتاريخية في المحافظة وذلك لما مرت به المنطقة من أحداث عبر مراحل التاريخ.
أهم المعالم السياحية والأثرية في محافظة عدن:- 

## ذكرها في الأحاديث الإسلامية
عن حذيفة بن أسيد أبي سريحة قال: اطلع رسول الله ﷺ من غرفة ونحن نتذاكر الساعة. فقال: «لا تقوم الساعة حتى تكون عشر آيات، طلوع الشمس من مغربها، والدجال، والدخان، والدابة، ويأجوج ومأجوج، وخروج عيسى بن مريم ، وثلاث خسوف وخسف بالمشرق وخسف بالمغرب وخسف بجزيرة العرب، ونار تخرج من قعر عدن أبين تسوق الناس إلى المحشر تبيت معهم إذا باتوا وتقيل معهم إذا قالوا». وفي لفظ: «وآخر ذلك نار تخرج من اليمن تطرد الناس إلى محشرهم»، وفي رواية: «نار تخرج من قعرة عدن ترحل الناس».